# Джон Ларрокетт
Джон Ларрокетт (англ. John Larroquette; нар. 25 листопада 1947, Новий Орлеан, Луїзіана, США) — американський актор кіно, театру та телебачення, п'ятикратний лауреат премій «Еммі» (1985, 1986, 1987, 1988, 1998), «Тоні» та «Драма Деск» (2011), номінант на премію «Золотий глобус» (1988).

## Біографія
Повне ім'я актора — Джон Едгар Бернард Ларрокетт-молодший (англ. John Edgar Bernard Larroquette Jr.). Він народився 1947 року в Новому Орлеані, штат Луїзіана, в родині магазинного клерка та моряка ВМС США. У дитинстві грав на кларнеті та саксофоні. 1973 року Ларрокетт переїхав до Голлівуду.

## Кар'єра
1974 року він розпочинає роботу над озвучуванням оповідача у фільмі жахів Тоуба Гупера «Техаська різанина бензопилою», проте в титрах його не зазначають.
Відомість Джону приносить роль хамовитого та сексуально одержимого адвоката Дена Філдінга в телевізійному серіалі «Нічний суд» (1984—1992), який транслювався каналом NBC. За цю роль Ларрокетт чотири рази поспіль отримував премії «Еммі» в номінації «Найкращий актор другого плану в комедійному телесеріалі». Крім «Еммі», 1988 року Джона Ларокетта було номіновано на отримання престижною нагороди «Золотий глобус».
Ще однією відомою роботою Джона Ларрокетта є роль самозакоханого психопата та гея Джої Геріса у драматичному серіалі «Практика». За відмінну гру актор 1998 року отримав п'яту «Еммі», цього разу — в номінації «Найкращий запрошений актор у драматичному телесеріалі». Після «Практики» Джон Ларрокетт з'явився в епізоді іншого відомого телесеріалу «Західне крило».
У 2004—2007 роках Ларрокетт грав головну роль в серії телевізійних фільмів про пригоди каліфорнійського адвоката Майка Макбрайда. 2007 року Джон долучився до акторського складу серіалу «Юристи Бостона» та знявся в одному з епізодів знаменитого серіалу «Доктор Хаус», зігравши роль пацієнта лікарні, що перебуває у глибокій комі, якого спромоглися розбудити, щоб урятувати його сина.
Ларрокетт також грав у досить знаменитих кінофільмах — «Зоряний шлях 3: У пошуках Спока» (1984), «Побачення наосліп» (1987), «Джон Ф. Кеннеді. Постріли в Далласі» (1991), «Багатенький Річі» (1994), «Казки Півдня» (2006) та інших.

## Особисте життя
Зі своєю дружиною Елізабет Енн Куксон актор познайомився 1974 року. В них народилося троє дітей.
В 1970—1980-х роках у Ларрокетта були проблеми з алкоголізмом, перестав пити в лютому 1982 року.
У Джона Ларрокетта є одне захоплення — він колекціонує рідкісні книги. Серед його улюблених авторів: Семюел Беккет, Чарлз Буковскі, Ентоні Берджес, Вільям Барроуз і Робінсон Джефферс.

## Фільмографія

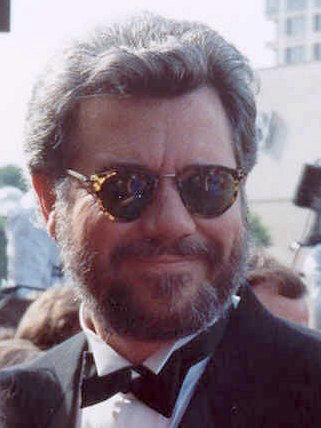
Актор на церемонії вручення премії «Еммі» 1988 року.

| Рік       |    | Українська назва                      | Оригінальна назва                          | Роль                      |
| --------- | -- | ------------------------------------- | ------------------------------------------ | ------------------------- |
| 1974      | ф  | Техаська різанина бензопилою          | The Texas Chain Saw Massacre               | оповідач                  |
| 1975      | с  | Лікарня лікарів                       | Doctor's Hospital                          | Доктор Пол Герман         |
| 1975      | с  | Санфорд і син                         | Sanford and Son                            | Мюррей Стейнберг          |
| 1975      | с  | Коджак                                | Kojak                                      | моряк                     |
| 1979      | с  | Компанія трьох                        | Three's Company                            | полісмен                  |
| 1980      | ф  | Серцебиття                            | Heart Beat                                 | телеведучий ток-шоу       |
| 1980      | ф  | Інші іпостасі                         | Altered States                             | технік                    |
| 1981      | с  | Морк і Мінді                          | Mork & Mindy                               | Баба Гоуп                 |
| 1981      | ф  | Смуги                                 | Stripes                                    | капітан Стіллман          |
| 1982      | с  | Даллас                                | Dallas                                     | Філіпп Колтон             |
| 1982      | ф  | Люди-коти                             | Cat People                                 | Бронт Джадсон             |
| 1983      | ф  | Сутінкова зона                        | Twilight Zone: The Movie                   | К.                        |
| 1984      | ф  | Вибери мене                           | Choose Me                                  | Біллі Ейс                 |
| 1984      | ф  | Зоряний шлях 3: У пошуках Спока       | Star Trek III: The Search for Spock        | Малтз                     |
| 1984      | ф  | Фрикадельки 2                         | Meatballs Part II                          | лейтенант Фелікс Фоксглов |
| 1984—1992 | с  | Нічний суд                            | Night Court                                | Ден Філдінг               |
| 1985      | ф  | Літо напрокат                         | Summer Rental                              | Дон Мур                   |
| 1987      | ф  | Побачення наосліп                     | Blind Date                                 | Девід Бедфорд             |
| 1990      | ф  | Божевільня                            | Madhouse                                   | Марк Банністер            |
| 1991      | ф  | Джон Ф. Кеннеді. Постріли в Далласі   | JFK                                        | Джеррі Джонсон            |
| 1993—1996 | с  | Шоу Джона Ларрокетта                  | The John Larroquette Show                  | Джон Хемінгуей            |
| 1994      | ф  | Багатенький Річі                      | Ri¢hie Ri¢h                                | Лоуренс Ван Дог           |
| 1995      | с  | Світ Дейва                            | Dave's World                               | адвокат Дейва             |
| 1997—2002 | с  | Практика                              | The Practice                               | Джої Геріс                |
| 1999      | с  | Пейн                                  | Payne                                      | Роял Пейн                 |
| 2000      | с  | Десяте королівство                    | The 10th Kingdom                           | Тоні Льюїс                |
| 2000      | с  | Західне крило                         | The West Wing                              | Лайонел Тріббі            |
| 2003      | ф  | Техаська різанина бензопилою          | The Texas Chainsaw Massacre                | оповідач                  |
| 2003      | ф  | Бетховен 5                            | Beethoven's 5th                            | Гарольд Герман            |
| 2005      | с  | Джої                                  | Joey                                       | Бенджамін Локвуд          |
| 2005      | с  | Таємниці на кухні                     | Kitchen Confidential                       | шеф-кухар Джерард         |
| 2005      | тф | МакБрайд                              | McBride                                    | Майк МакБрайд             |
| 2006      | ф  | Казки Півдня                          | Southland Tales                            | Вон Смоллхауз             |
| 2006      | с  | Доктор Хаус                           | House                                      | Гебріел Возняк            |
| 2006      | ф  | Техаська різанина бензопилою: Початок | The Texas Chainsaw Massacre: The Beginning | оповідач                  |
| 2006      | с  | Сповільнений розвиток                 | Arrested Development                       | в ролі самого себе        |
| 2007—2008 | мс | Бетмен                                | The Batman                                 | Дзеркальний майстер       |
| 2007—2008 | с  | Юристи Бостона                        | Boston Legal                               | Карл Сек                  |
| 2008—2011 | с  | Чак                                   | Chuck                                      | Роан Монтгомері           |
| 2009      | с  | Закон і порядок: Спеціальний корпус   | Law & Order: Special Victims Unit          | Рендалл Карвер            |
| 2009—2010 | мс | Фінеас і Ферб                         | Phineas and Ferb                           | капітан Боб Веббер        |
| 2010      | с  | Білий комірець                        | White Collar                               | Донован                   |
| 2010      | с  | Парки та зони відпочинку              | Parks and Recreation                       | Френк Бекерсон            |
| 2010      | с  | Місце злочину: Нью-Йорк               | CSI: NY                                    | шеф Тед Карвер            |
| 2013      | с  | Обман                                 | Deception                                  | Дуайт Хэйверсток          |
| 2014      | с  | Майже людина                          | Almost Human                               | Доктор Найджел Вон        |
| 2014—2018 | с  | Бібліотекарі                          | The Librarians                             | Дженкінс / Ґалахад        |
| 2022      | ф  | Техаська різанина бензопилою          | Texas Chainsaw Massacre                    | оповідач                  |